# Hochälpelekopf
Der Hochälpelekopf (nach der am Osthang liegenden Alpe Hochälpele) ist ein Berg im Bregenzerwaldgebirge bei Dornbirn und mit 1463 m ü. A. die höchste Erhebung im Bödelegebiet.

## Lage und Umgebung
Der Hochälpelekopf bildet einen langgezogenen, in Nord-Süd-Richtung verlaufenden Bergrücken. Am südlichen Ende bildet der Gschwendtner Sattel den Übergang zu Gräsakopf und Weißenfluh, mit denen der Hochälpelekopf die Hochälpele-Weißenfluh-Gruppe bildet, während im Norden am Losenpass der Geißkopf und damit die Lorenaberge anschließen.
Die Grenze zwischen Dornbirn und Schwarzenberg verläuft wenige Meter westlich des Gipfels, sodass der Gipfel selbst im Gemeindegebiet von Schwarzenberg liegt.

## Geologie
Das Massiv des Hochälpelekopfs gehört zur nördlichen Vorarlberger Flyschzone und besteht hauptsächlich aus Sandstein mit Tonmergel-Zwischenlagen. Das wenig wasserdurchlässige Gestein zeichnet auch für die südlich anschließenden Sumpfwälder bis zum Hottersattel verantwortlich.

## Erschließung, Nutzung und Tourismus

Die Hochälpelehütte

Am Osthang des Hochälpelekopfs liegt die namensgebende Alpe mit der Benedikt-Kapelle.
Direkt unterhalb des Gipfels befindet sich die Hochälpelehütte (1460 m ü. A.) des Österreichischen Alpenvereins. Anlässlich ihrer Eröffnung am 10. September 1875 wurde bereits die Aussicht gelobt, die jener des Hohen Freschen gleichstehe, die des Pfänder aber weit übertreffe.
In den Jahren 1912 und 1925 fanden am Hochälpele Bewerbe der österreichischen Meisterschaften im Schilauf statt. Am 10. Jänner 1987 wurde auf der Spielmoosabfahrt ein Damen-Weltcup-Abfahrtslauf ausgetragen. Der Start war unterhalb des Gipfels im Bereich der Bergstation des Hochälple-Schleppliftes.
Im September 2012 wurde von der Bergrettung gemeinsam mit der Landeswarnzentrale Vorarlberg ein Funkrelais mit einer Leistung von 6 Watt auf dem Hochälpelekopf errichtet. Die 6 Meter lange Antenne dient nun gleichzeitig als Mast für eine rot-weiße Fahne, die bereits auf historischen Bildern zu erkennen ist.

## Bilder

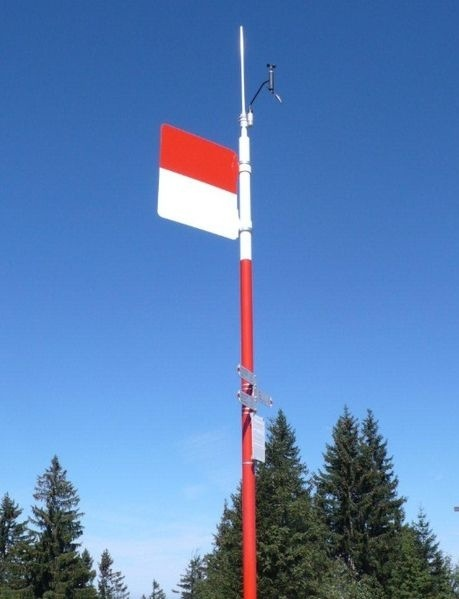
Sendemast mit Fahne
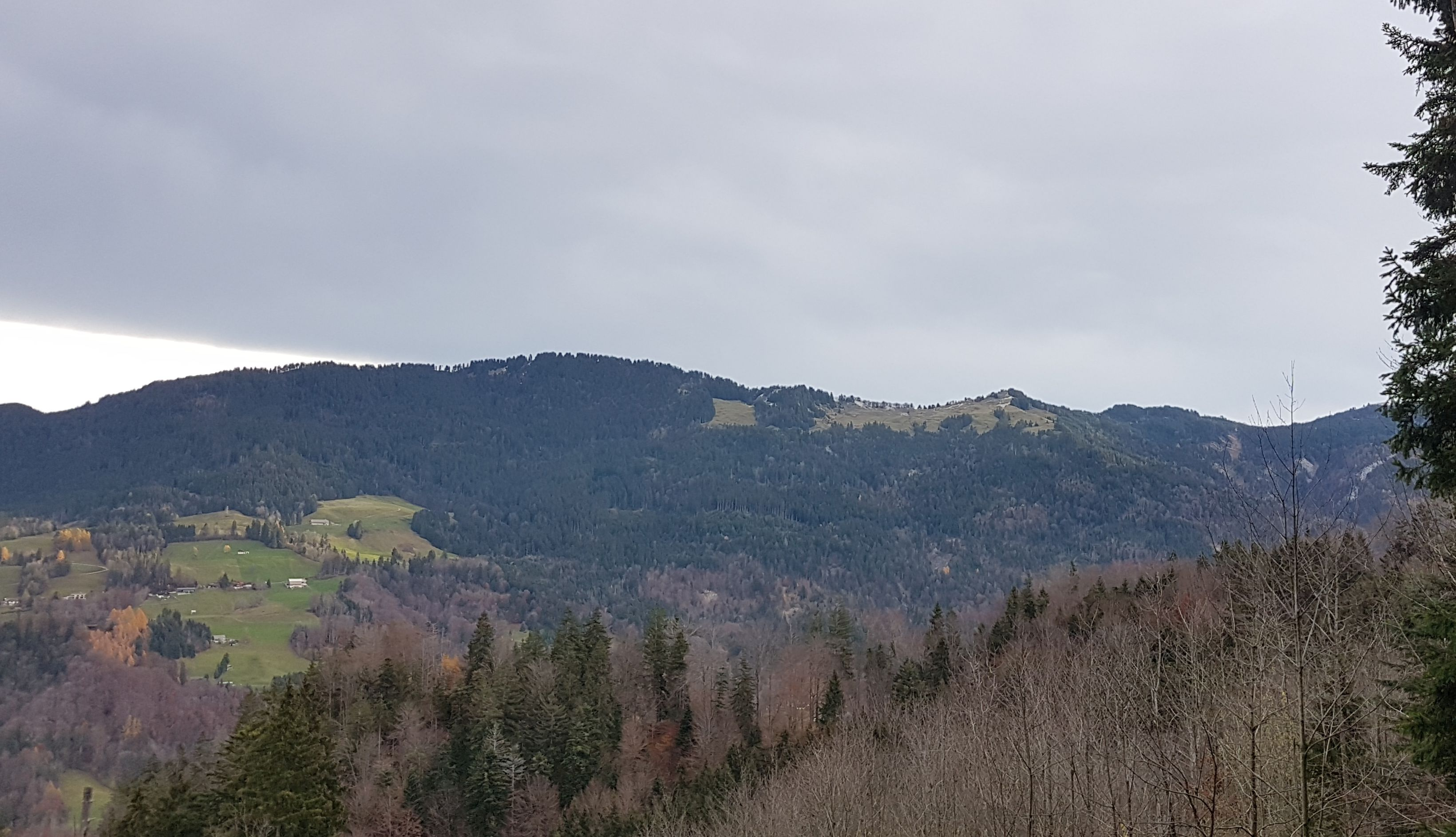
Blick vom Wanderweg zur Karrenseilbahn-Bergstation, unter anderem zum Hochälpelekopf